# Die Rückkehr (2002)
Die Rückkehr ist ein deutscher Fernsehfilm aus dem Jahr 2002.

## Handlung
Tommy Eicher verließ einst den elterlichen Hopfenhof im Streit mit seinem Vater und wurde Banker. Nun steht seine Mutter in seinem Büro und teilt ihm mit, dass sein Vater einen Herzinfarkt hatte. Seiner Mutter zuliebe kehrt er nach längerem Zögern doch auf den Hof zurück, der kurz vor dem Ruin steht. Als er sein Jugendliebe Nicole trifft, erfährt er, dass er einen 10-jährigen Sohn namens Sascha hat.

## Produktion
Die Dreharbeiten fanden im Raum Spalt, insbesondere dem Engelhof, statt.

## Rezessionen
TV Spielfilm meint, dass es sich um einen Modernen Heimatfilm mit Witz und Humor handelt.